# Fred Raskin
Pour les articles homonymes, voir Raskin.
Fred Raskin (né le 26 septembre 1973 à Philadelphie) est un monteur américain.

## Filmographie

### Monteur
- 2006 : Annapolis de Justin Lin
- 2006 : Fast and Furious: Tokyo Drift (The Fast and the Furious: Tokyo Drift) de Justin Lin
- 2008 : The Lazarus Project de John Glenn
- 2009 : Fast and Furious 4 (Fast & Furious) de Justin Lin
- 2010 : The Big Bang de Tony Krantz
- 2011 : Fast and Furious 5 (Fast Five) de Justin Lin
- 2012 : Django Unchained de Quentin Tarantino
- 2015 : Les Huit Salopards (The Hateful Eight) de Quentin Tarantino
- 2019 : Once Upon a Time... in Hollywood de Quentin Tarantino
- 2025 : A Working Man de David Ayer

### Assistant-monteur / monteur additionnel
- 1997 : Boogie Nights de Paul Thomas Anderson (2e assistant)
- 2000 : De si jolis chevaux (All the Pretty Horses) de Billy Bob Thornton
- 2001 : Daddy and Them de Billy Bob Thornton
- 2002 : Better Luck Tomorrow de Justin Lin
- 2002 : Insomnia de Christopher Nolan
- 2002 : Punch-drunk love - Ivre d'amour (Punch-Drunk Love) de Paul Thomas Anderson
- 2002 : Martin Lawrence Live: Runteldat (documentaire) de David Raynr
- 2003 : Kill Bill volume 1 de Quentin Tarantino
- 2004 : Kill Bill volume 2 de Quentin Tarantino
- 2012 : Hit and Run de Dax Shepard et David Palmer

### Autres
- 1995 : Terreur (The Fear) de Vincent Robert (assistant rédacteur)
- 1996 : Double mise de Paul Thomas Anderson (assistant post-production)
- 1996 : Tromeo and Juliet de Lloyd Kaufman (apprenti rédacteur)
- 1996 : Omega Doom d'Albert Pyun (assistant rédacteur)
- 1996 : Hollywood Sunrise d'Anthony Drazan (assistant rédacteur)
- 2002 : Impostor de Gary Fleder (assistant rédacteur, non crédité)

## Distinction

### Nomination
- BAFA 2020 : Meilleur montage pour Once Upon a Time… in Hollywood